# Europanto
L'Europanto és una llengua artificial creada el 1996 per Diego Marani, un traductor del Consell de la Unió Europea a Brussel·les.
El seu mateix creador l'ha definida com una broma lingüística, dotada d'un vocabulari que és una barreja de paraules preses de moltes llengües europees, sobretot de l'anglès, el francès, l'italià, l'alemany, i el castellà, amb ocasionalment també alguna paraula holandesa, danesa o grega.
Marani va crear l'Europanto en resposta a la predominança de l'anglès; es tracta d'una imitació del comportament de les persones que estan aprenent una nova llengua, que típicament tendeixen a afegir paraules i frases de la pròpia llengua per expressar més clarament el que volen dir (o intentar-ho). Marani va escriure regularment sobre la llengua en columnes de diaris i fins i tot va publicar una novel·la en aquesta llengua. Des de 2005 no ha fet cap activitat per promoure-la.

## Origen del nom
El nom Europanto és una barreja de "europa" i la paraula grega panto = "tot", i alhora és una paròdia de l'esperanto, com a paròdia de llengua auxiliar internacional que és.
No hi ha una gramàtica de l'europanto sinó un conjunt de suggeriments, és a dir, que tothom pot parlar-lo sense estudiar però cal tenir cura d'usar paraules i formes gramaticals que puguin ser compreses per tothom.

## Codi lingüístic
La norma ISO 639-3 solia donar-li el codi eur a aquesta llengua artificial, però li fou retirat el 16 de gener de 2009, amb la raó “Nonexistent”. Per aquesta raó tampoc és una subetiqueta d'idioma vàlid per al BCP 47, ja que no es va registrar amb el Registre de Subetiquetes Lingüístiques IANA (a l'espera d'una decisió per a la sol·licitud d'eliminació que es va iniciar a 2008, però també perquè la norma ISO 639-3 era encara un projecte, així com la norma ISO 5646 que encara no ha estat publicada per permetre la importació dels codis estàndard ISO 639-3 en aquest registre el 29 de juliol de 2009).

## Exemple
Extret de Wilt de Tom Sharpe.
Always que Henry Wilt took der dog a passeggio, o, per esse piu precise, when il cane took him fora, o, per esse més precise, when Mrs Wilt falaba que they should raus gehen, damit ella could do i sui exercicis de Ioga, Henry toujours followed la mesma route. In fact, le Hund seguía the route und Wilt seguía le chien.